# 36th Infantry Division (United States Army)
La 36th Infantry Division (36ª Divisione di fanteria) è una divisione di fanteria della Texas Army National Guard e dell'esercito degli Stati Uniti che ha partecipato alla prima e seconda guerra mondiale. Fu attivata nel vecchio Camp Bowie, all'epoca collocato nei pressi di Fort Worth, il 18 luglio 1917 da unità della guardia nazionale provenienti da Texas e Oklahoma per prendere parte alla Prima guerra mondiale e disattivata nel giugno 1919.
Il 25 novembre 1940 fu nuovamente attivata durante la mobilitazione degli Stati Uniti precedente alla loro entrata in guerra nella seconda guerra mondiale e partecipò a numerose operazioni sul fronte italiano ed occidentale. Il 25 novembre 1940 il 2º battaglione del 131º Reggimento d'artiglieria (2nd Battalion, 131st Field Artillery) fu inviato nelle Filippine ed allo scoppio della guerra trasferito nelle Indie orientali olandesi che vennero invase dal Giappone, dopo la resa delle forze alleate l'8 marzo 1942 furono perse le tracce dell'intero battaglione, che in effetti era stato catturato, fino al settembre 1944.
Smobilitata alla fine della seconda guerra mondiale la divisione è stata nuovamente ricostituita nel maggio 2004 attraverso la riorganizzazione della 49th Armored Division ed ha partecipato ad operazioni in Afghanistan ed Iraq.